# Red hrvatskog trolista
Red hrvatskog trolista je odlikovanje Republike Hrvatske koje zauzima šesnaesto mjesto u važnosnome slijedu odlikovanja Republike Hrvatske, iza Reda hrvatskog križa.
Red se dodjeljuje hrvatskim i stranim državljanima za osobite zasluge za Republiku Hrvatsku stečene u ratu, izravnoj ratnoj opasnosti ili u iznimnim okolnostima u miru.
Red se sastoji od znaka Reda na vrpci trokutastog oblika, male oznake Reda i umanjenice Reda.
Predsjednik Republike Hrvatske uručuje Red osobno ili može imenovati izaslanika za uručenje Reda. Izaslanik predsjednika Republike za uručenje Reda može biti predsjednik Hrvatskoga sabora, predsjednik Vlade Republike Hrvatske, ministar, te iznimno osoba po odluci predsjednika Republike.